# Chickenfoot (álbum)
Chickenfoot es el álbum debut del supergrupo estadounidense Chickenfoot, lanzado el 5 de junio de 2009 en Europa y los Estados Unidos. Una versión de lujo que incluía un DVD fue lanzada en el Reino Unido el 26 de octubre de 2009 y en los Estados Unidos exclusivamente en las tiendas Best Buy el 1 de noviembre de 2009.

## Lista de canciones
Todas escritas por Sammy Hagar y Joe Satriani, excepto donde se indique.

| N.º | Título                                                          | Duración |  |
| 1.  | «Avenida Revolución»                                            | 5:56     |  |
| 2.  | «Soap on a Rope»                                                | 5:32     |  |
| 3.  | «Sexy Little Thing»                                             | 4:14     |  |
| 4.  | «Oh Yeah»                                                       | 4:54     |  |
| 5.  | «Runnin' Out»                                                   | 3:52     |  |
| 6.  | «Get It Up»                                                     | 4:41     |  |
| 7.  | «Down the Drain» (Hagar, Satriani, Michael Anthony, Chad Smith) | 6:17     |  |
| 8.  | «My Kinda Girl»                                                 | 4:32     |  |
| 9.  | «Learning to Fall»                                              | 5:13     |  |
| 10. | «Turnin' Left»                                                  | 5:48     |  |
| 11. | «Future in the Past» (Hagar, Satriani, Anthony, Smith)          | 6:38     |  |

## Créditos
- Sammy Hagar – voz, guitarra
- Joe Satriani – guitarra, teclados
- Michael Anthony – bajo
- Chad Smith – batería